# Пайва, Нестор
Нестор Пайва (англ. Nestor Paiva), имя при рождении Нестор Каэтано Пайва (англ.  Nestor Caetano Paiva; 30 июня 1905 года — 9 сентября 1966 года) — американский актёр кино и телевидения 1930—1960-х годов.
Пайва более всего известен по постоянной роли владельца таверны Тео Гонзалеса в вестерн-сериале студии Уолта Диснея «Зорро» (1957—1961) и по полнометражному фильму «Знак Зорро» (1958), а также как капитан корабля Лукас в фильме ужасов «Тварь из Чёрной лагуны» (1954) и его сиквеле «Месть Твари» (1955).
Он также сыграл заметные роли в таких престижных фильмах, как «Задержите рассвет» (1941), «Дорога в Утопию» (1945), «Дорога в Рио» (1947), «Мистер Блэндингз строит дом своей мечты» (1948), «Псевдоним Ник Бил» (1949), «Могучий Джо Янг» (1949), «Пять пальцев» (1952), «Всё, что дозволено небесами» (1955) и «Секреты Нью-Йорка» (1955).

## Ранние годы и начало карьеры
Нестор Пайва родился 30 июня 1905 года во Фресно, Калифорния, США в семье иммигрантов из Португалии, которая держала бакалейную лавку. Нестор был десятым из двенадцати детей, половина из которых умерла в младенческом возрасте.
Изначально Пайва планировал стать учителем и поступил в частный иезуитский Университет Сан-Франциско (по другим сведениям, в Калифорнийский университет в Беркли), где получил диплом бакалавра. В время учёбы Пайва проявил интерес к актёрскому мастерству и стал выступать в студенческих постановках. На выпускном курсе он руководил постановкой спектакля «Самый молодой» после того, как предыдущий режиссёр уволился по болезни. После окончания Университета Пайва начал десятилетнюю успешную сценическую карьеру, появляясь во многих постановках в театрах Лос-Анджелеса и других городов Калифорнии. В начале 1930-х годов Пайва также работал режиссёром на радиостанции KLX в Окленде, Калифорния.
С 1934 году в Лос-Анджелесе Пайва впервые появился в спектакле «Пьяницы», и его игра привлекла внимание киностудий (Пайва продолжал играть в этом спектакле до 1945 года, когда из-за большой загруженности был вынужден полностью сосредоточиться на работе в кино).

## Карьера в кинематографе
За свою кинематографическую карьеру, охватившую период с 1937 по 1967 год, Пайва сыграл в 179 фильмах.
Он дебютировал в кино в 1937 году, сыграв (без указания в титрах) капитана корпуса охраны окружающей среды в мелодраме «Пылающие барьеры» (1937) и слугу в приключенческой ленте «Островные пленники» (1937). В 1938 году у Пайвы было две криминальные драмы - «Тюремный поезд» (1938) и «Проехать кривую милю» (1938) с Акимом Тамироффом на Paramount Pictures и 300-минутный криминальный киносериал «Паутина» (1938) на студии Columbia Pictures. В 1939 году у Пайвы было 9 картин, включая эпизодические роли (без указания в титрах) в таких значимых фильмах, как «Горбун Собора Парижской Богоматери» (1939) с Чарльзом Лоутоном, «Другой тонкий человек» (1939) с Уильямом Пауэллом, «Красавчик Жест» (1939) с Гэри Купером и «Полночь. Сердцу не прикажешь» (1939) с Клодетт Кольбер.
В 1940 году Пайва появился в 13 фильмах. В таких престижных картинах с Эрролом Флинном, как исторический экшн «Морской ястреб» (1940) и вестерн «Дорога в Санта-Фе» (1940), а также вестерн с Кларком Гейблом «Шумный город» (1940) имя Пайвы не было указано в титрах, однако в детективе «Тёмные улицы Каира» (1940) и приключенческом экшне с Ричардом Диксом и Люсиль Болл «Морская пехота летает высоко» (1940) о сыграл заметные роли второго плана.
В 1941 году у Пайвы было десять фильмов, среди них романтическая мелодрама Paramount Pictures с Шарлем Буайе и Оливией де Хэвилленд «Задержите рассвет» (1941), где у него была заметная роль второго плана. В остальных фильмах имя Пайвы не было указано в титрах. Он, в частности, появился в хоррор-комедии с Эбботтом и Костелло «Задержите это привидение» (1941), музыкальной комедии с Джеймсом Стюартом «Горшок золота» (1941), фильме нуар с Робертом Тейлором «Джонни Игер» (1941) и в детективе с Ллойдом Ноланом «Одетый для убийства» (1941).
Среди 15 фильмов Пайвы 1942 года его имя стояло в титрах в шести. К числу наиболее значимых картин актёра в этом году относятся приключенческая комедия с Бобом Хоупом и Бингом Кросби «Дорога в Марокко» (1942), где он сыграл марокканского уличного торговца, мюзикл с Джуди Гарленд «Для меня и моей девочки» (1942), романтическая мелодрама с Джоном Уэйном и Марлен Дитрих «Питтсбург» (1942), экшн-драма с Рэем Милландом и Уэйном «Пожнешь бурю» (1942) и военная экшн-мелодрама с Уэйном «Летающие тигры» (1942). В 1943 году Пайва появился в 13 фильмах, и в четырёх из них его имя было указано в титрах. Наиболее заметными картинами были религиозная мелодрама с Дженнифер Джонс «Песня Бернадетт» (1943), военный шпионский фильм нуар с Джоном Гарфилдом «Падший воробей» (1943), музыкальная мелодрама с Айдой Лупино «Трудный путь» (1943), военный триллер с Джорджем Рафтом «Истоки опасности» (1943) и комедия с Лорелом и Харди «Танцующие мастера» (1943). Во время Второй мировой войны Пайва также работал на авиационном заводе компании «Локхид» в Бербанке.
Пайва сыграл капитана полиции в приключенческом фильме с Марлен Дитрих «Кисмет» (1944), мексиканского офицера под прикрытием в нуарном детективе с Томом Конуэеем «Сокол в Мексике» (1944) и командующего ВМФ в шпионском нуаре с Эдвардом Робинсоном «Тампико» (1944). Пайва был полицейским чиновником в фильме нуар в Диком Пауэллом «Загнанный в угол» (1945), отчаянным золотоискателем в приключенческой комедии с Хоупом и Кросби «Дорога в Утопию» (1945) и барменом в драме Жана Ренуара «Южанин» (1945). Год спустя Пайва сыграл дирижёра оркестра в нуарной музыкальной мелодраме с Гарфилдом и Джоан Кроуфорд «Юмореска» (1946), он также был детективом в фильме нуар «Страх» (1946) и оператором карнавального шоу в фильме нуар «Последняя кривая миля» (1946), а также преступника в вестерне с Рэндольфом Скоттом «Территория негодяя» (1946).
В 1947 году Пайва сыграл бразильского театрального менеджера в музыкальной комедии с Хоупом и Кросби «Дорога в Рио» (1947), капитана мексиканской полиции в детективной комедии с Джеральдом Мором «Одинокий волк в Мексике» (1947), алкальда в вестерне «Робин Гуд в Монтерее» (1946), у него также была заметная роль второго плана в вестерне с Джоэлом Маккри «Шомпол» (1947). Ещё год спустя Пайва сыграл заметные роли второго плана в таких фильмах, как комедия с Кэри Грантом «Мистер Блэндингз строит дом своей мечты» (1948), историческая драма с Ингрид Бергман «Жанна Д’Арк» (1948) и вестерн-комедия с Бобом Хоупом «Бледнолицый» (1948). Ещё год спустя у Пайвы были роли второго плана в политическом нуаре с Рэем Милландом «Псевдоним Ник Бил» (1949), нуаре «Следуй за мной тихо» (1949) и в приключенческом фильме о горилле в городе «Могучий Джо Янг» (1949). Он был капитаном корабля в приключенческом нуаре с Бертом Ланкастером «Верёвка из песка» (1949) и городским главой в исторической драме с Полетт Годдар «Невеста мести» (1949).
В 1950 году Пайва сыграл вице-премьер Венгрии в политической драме с Чарльзом Бикфордом «Виновен в измене» (1950), владельца джазового клуба в музыкальной мелодраме с Кирком Дугласом «Трубач» (1950), детектива в фильме нуар «Я был магазинным воришкой» (1950) и капитана испанского корабля в приключенческом экшне «Капитан Блад» (1950) с Луисом Хейуордом в заглавной роли. У Пайвы была небольшая роль в фильме нуар с Робертом Райаном «На опасной земле» (1951), он сыграл отца Олимпийского чемпиона Джима Торпа в биографической драме «Джим Торп, настоящий американец» (1951) с Бертом Ланкастером в заглавной роли, отца итальянской возлюбленной Энрико Карузо в биографической музыкальной драме «Великий Карузо» (1951) с Марио Ланца в главной роли, а также начальника пожарной команды в криминальной комедии с Бобом Хоупом и Хэди Ламарр «Мой любимый шпион» (1951).
В 1952 году Пайва сыграл небольшую роль генерала в исторической драме «Вива, Сапата!» (1952) с Марлоном Брандо в заглавной роли, был турецким послом в шпионской драме времён Второй мировой войны «Пять пальцев» (1952) с Джеймсом Мейсоном в главной роли и капитаном корабля в двух фильмах - мюзикле с Дорис Дэй «Апрель в Париже» (1952) и в приключенческом фильме нуар «Мара Мару» (1952) с Эрролом Флинном. Наиболее заметными фильмами Пайвы в 1953 году были фильмы нуар «Суд — это я» (1953) о Майке Хаммере и «Доля секунды» (1953), в которых актёр сыграл небольшие роли второго плана.
Как отмечено на сайте Rotten Tomatoes, «самые высокие оценки на сегодняшний день принесла Пайве роль капитана судна с твёрдым характером в малобюджетном фильме ужасов „Тварь из Чёрной Лагуны“ (1954)». Эту роль он повторил в сиквеле «Месть Твари» (1954). Пайва также сыграл в приключенческой комедии с Бобом Хоупом «Великая ночь Казановы» (1954) и в вестернах «Громовой проход» (1954) с Дейном Кларком и «Десперадо» (1954) с Уэйном Моррисом. В 1955 году Пайва сыграл шерифа в фильме ужасов «Тарантул» (1955) и запуганного бандитами главу профсоюза докеров в фильме нуар с Аланом Лэддом «Ад в заливе Фриско» (1954). У него также были роли второго плана в фильме нуар с Бродериком Кроуфордом «Секреты Нью-Йорка» (1955) и в мелодраме Дугласа Сирка с Роком Хадсоном «Всё, что дозволено небесами» (1955).
В 1956 году Пайва сыграл в вестерне с Дэной Эндрюсом «Команчи» (1956), фильме нуар с Энтони Куинном «Бурная вечеринка» (1956) и фантастическом фильме ужасов «Подземное население» (1956), где был профессором. После трёх малозначимых картин в 1957 году Пайва появился в шести фильмах, среди которых фильм нуар «Дело против Бруклина» (1957), в котором актёр сыграл значимую роль преступного управляющего нелегальной букмекерской конторой. Другими заметными картинами Пайвы стали вестерн с Полом Ньюманом «Пистолет в левой руке» (1958) и военная драма с Аланом Лэддом «Морская могила» (1958). Наконец, в 1959 году актёр сыграл в четырёх фильмах, среди которых комедийный вестерн с Бобом Хоупом «Псевдоним Джесси Джеймс» (1959) и криминальная мелодрама с Мейми Ван Дорен «Облава полиции нравов» (1959).
В 1960 году Пайва появился в роли французского судебного пристава в романтическом мюзикле с Фрэнком Синатрой «Канкан» (1960). В 1960 году он был подручным главного злодея в вестерне с Роджером Муром «Золото семи святых» (1961), а также сыграл отца главной героини в вестерне с Джимом Дэвисом «Восстание на границе» (1961). Год спустя он появился в музыкальной комедии с Элвисом Пресли «Девочки! Девочки! Девочки!» (1962) и в фантастической комедии «Три балбеса на орбите» (1962), а также в военной драме с Гленном Фордом «Четыре всадника Апокалипсиса» (1962).
В 1963 году Пайва сыграл шефа полиции в фантастическом триллере «Безумцы из Мандоры» (1963) и владельца салуна в фантастическом хоррор-вестерне «Джесси Джеймс встречает дочь Франкенштейна» (1966). Пайва закончил карьеру на большом экране двумя хоррор-комедиями режиссёра Уильяма Касла — «Давай убьем дядю» (1966) и «Дух желает» (1967). Последний фильм вышел уже после смерти актёра.

## Карьера на телевидении
В период с 1950 по 1966 год Пайва сыграл в 206 эпизодах 125 различных телесериалов.
Он, в частности, сыграл в таких сериалах, как «Дик Трейси» (1950, 2 эпизода), «Одинокий рейнджер» (1950—1954, 2 эпизода), «Опасное задание» (1952, 4 эпизода), «Чайна Смит» (1952—1953, 4 эпизода), «Шоу Джорджа Бернса и Грейси Аллен» (1953—1954, 2 эпизода), «Театр четырёх звёзд» (1953—1955, 5 эпизодов), «Кульминация» (1954—1956, 4 эпизода), «Шоу Реда Скелтона» (1954—1966, 3 эпизода), «Приключения Рин Тин Тина» (1955—1957, 2 эпизода), «Шайенн» (1956—1962, 3 эпизода), «Шугарфут» (1957), «Сломанная стрела» (1957—1958, 3 эпизода), «Истории Уэллс-Фарго» (1957—1958, 2 эпизода), «Лесси» (1957—1962, 2 эпизода), «Мэверик» (1958, 2 эпизода), «Дни в Долине смерти» (1958—1959, 2 эпизода), «Караван повозок» (1958—1953, 6 эпизодов), «Ричард Даймонд, частный детектив» (1959, 2 эпизода), «Натянутый канат» (1959), «Маркэм» (1959—1960, 3 эпизода), «Ларами» (1961), «Письмо к Лоретте» (1961), «Перри Мейсон» (1961), «Сыромятная плеть» (1962), «Сансет-Стрип, 77» (1962), «Есть оружие — будут путешествия» (1962—1963, 2 эпизода), «Неприкасаемые» (1963), «Дымок из ствола» (1965), «Дэниел Бун» (1965), «Правосудие Берка» (1965, 2 эпизода), «Напряги извилины» (1965), «Семейка Аддамс» (1965) и «Я шпион» (1966).
С 1957 года Пайва играл постоянную роль испанского трактирщика Тео Гонсалеса в популярном диснеевском телесериале «Зорро» (1957—1961, 14 эпизодов), по которой его помнят больше всего.

## Актёрское амплуа и оценка творчества
Нестор Пайва был коренастым актёром, с характерной «узнаваемой внешностью», которую, по словам историка кино Хэла Эриксона, отличали «дынеобразная голова и гиперактивные брови». По словам киноведа, Пайва обладал «неопределенными этническими чертами и даром к диалектам, что позволяло ему играть представителей практически любой национальности». На экране ему доводилось быть испанцем, греком, португальцем, итальянцем, мексиканцем, арабом, а на радио даже афроамериканцем. Как отмечено в биографии актёра на Rotten Tomatoes, «на протяжении своей долгой и разнообразной карьеры Нестор Пайва использовал свои этнические особенности и умение обращаться с различными акцентами, чтобы изображать злодеев и сомнительных персонажей любого происхождения, какое только можно вообразить». Помимо коварных злодеев он часто изображал «иностранных авторитетных деятелей».
Начав карьеру в кино в 1937 году, Пайва появлялся как в больших, так и маленьких ролях (часто без указания в титрах) в огромном количестве фильмов. Более всего он известен по фильмам «Тварь из Черной лагуны» (1954), «Месть твари» (1955) и «Безумцы из Мандоры» (1963), а также по сериалу «Зорро» (1957—1961).

## Семейная жизнь
В 1941 году Пайва женился на Максин Кантцман (англ. Maxine Kuntzman, которая работала секретаршей у предпринимателя и продюсера Говарда Хьюза. У пары родилось двое детей — Джозеф Каэтано (1944) и Каэтана Иветт (1947). Брак сохранился до смерти актёра в 1966 году.
В 1956 году в фильме «Команчи» (1956) Пайва снялся с обоими своими детьми (они сыграли мальчика и девочку, убитых индейцами, в титрах их имена указаны не были). Это были единственные актёрские работы детей Пайвы.

## Смерть
В 1965 году Пайве поставили диагноз рак желудка, и несмотря на обширную операцию, которая привела к удалению большей части желудка, его состояние ухудшилось. Нестор Пайва умер 9 сентября 1966 года в Голливуде, Калифорния, от рака, ему был 61 год.

## Фильмография
| Год        |     | Русское название                           | Оригинальное название                     | Роль                                                                  |
| ---------- | --- | ------------------------------------------ | ----------------------------------------- | --------------------------------------------------------------------- |
| 1937       | ф   | Пылающие барьеры                           | Blazing Barriers                          | капитан корпуса охраны окружающей среды (в титрах не указан)          |
| 1937       | ф   | Островные пленники                         | Island Captives                           | Таро, слуга Карсонов (в титрах не указан)                             |
| 1938       | ф   | Тюремный поезд                             | Prison Train                              | Морозе                                                                |
| 1938       | ф   | Проехать кривую милю                       | Ride a Crooked Mile                       | Леройд                                                                |
| 1938       | ф   | Паутина                                    | The Spider's Web                          | Ред (в титрах не указан)                                              |
| 1939       | ф   | Другой Тонкий человек                      | Another Thin Man                          | метрдотель вест-индийского клуба (в титрах не указан)                 |
| 1939       | ф   | Красавчик Жест                             | Beau Geste                                | капрал Голас (в титрах не указан)                                     |
| 1939       | ф   | Летающие джимены                           | Flying G-Men                              | Эмметт (в титрах не указан)                                           |
| 1939       | ф   | Девушка и игрок                            | The Girl and the Gambler                  | несдержанный игрок (в титрах не указан)                               |
| 1939       | ф   | Горбун Собора Парижской Богоматери         | The Hunchback of Notre Dame               | мужчина на улице (в титрах не указан)                                 |
| 1939       | ф   | Великолепное мошенничество                 | The Magnificent Fraud                     | латинский бизнесмен (в титрах не указан)                              |
| 1939       | ф   | Полночь. Сердцу не прикажешь               | Midnight                                  | сопровождающий женщину (в титрах не указан)                           |
| 1939       | ф   | Юнион Пасифик                              | Union Pacific                             | кондуктор «Канадиен Пасифик» (в титрах не указан)                     |
| 1939       | ф   | Невидимые хранители                        | Unseen Guardians                          | мошенник с заказами по почте (в титрах не указан)                     |
| 1940       | ф   | Морская пехота летает высоко               | The Marines Fly High                      | Педро Фернандес                                                       |
| 1940       | ф   | Тёмные улицы Каира                         | Dark Streets of Cairo                     | Ахменд                                                                |
| 1940       | ф   | Воскресни, любовь моя                      | Arise, My Love                            | непроинформированный администратор (в титрах не указан)               |
| 1940       | ф   | Шумный город                               | Boom Town                                 | венесуэльский офицер (в титрах не указан)                             |
| 1940       | ф   | Дьявольский трубопровод                    | The Devil's Pipeline                      | Граньян, охранник (в титрах не указан)                                |
| 1940       | ф   | Зелёный шершень снова наносит удар!        | The Green Hornet Strikes Again!           | Руфус, подручный на Гавайах (в титрах не указан)                      |
| 1940       | ф   | Он остался на завтрак                      | He Stayed for Breakfast                   | жандарм (в титрах не указан)                                          |
| 1940       | ф   | Джекпот                                    | Jack Pot                                  | промоутер игровых автоматов (в титрах не указан)                      |
| 1940       | ф   | Северо-западная конная полиция             | North West Mounted Police                 | полукровка (в титрах не указан)                                       |
| 1940       | ф   | Призрачные налётчики                       | Phantom Raiders                           | полицейский в офисе Морриса (в титрах не указан)                      |
| 1940       | ф   | Путь наслаждений                           | Primrose Path                             | менеджер колокольчика (в титрах не указан)                            |
| 1940       | ф   | Дорога на Санта-Фе                         | Santa Fe Trail                            | аболиционист, заметивший клеймо армейской лошади (в титрах не указан) |
| 1940       | ф   | Морской ястреб                             | The Sea Hawk                              | первый рабовладелец (в титрах не указан)                              |
| 1940       | ф   | Они знали, что хотели                      | They Knew What They Wanted                | приятель Тони за столом (в титрах не указан)                          |
| 1941       | ф   | Задержите рассвет                          | Hold Back the Dawn                        | Фред Флорес                                                           |
| 1941       | ф   | Одетый для убийства                        | Dressed to Kill                           | Джек, театральный менеджер (в титрах не указан)                       |
| 1941       | ф   | Задержите это привидение                   | Hold That Ghost                           | Глум (в титрах не указан)                                             |
| 1941       | ф   | Джонни Игер                                | Johnny Eager                              | Тони Люс (в титрах не указан)                                         |
| 1941       | ф   | Парень из Канзаса                          | The Kid from Kansas                       | Ямайка (в титрах не указан)                                           |
| 1941       | ф   | Знакомьтесь: Бостонский Блэки              | Meet Boston Blackie                       | Мартин Вестрик (в титрах не указан)                                   |
| 1941       | ф   | Горшок золота                              | Pot o' Gold                               | канадский гид (в титрах не указан)                                    |
| 1941       | ф   | Вставай и сияй                             | Rise and Shine                            | капитан (в титрах не указан)                                          |
| 1941       | ф   | Высокий, чёрный и красивый                 | Tall, Dark and Handsome                   | метрдотель «Золотого берега» (в титрах не указан)                     |
| 1941       | ф   | Дикие гуси зовут                           | Wild Geese Calling                        | официант (в титрах не указан)                                         |
| 1942       | ф   | Бродвей                                    | Broadway                                  | Риналти                                                               |
| 1942       | ф   | Ночной полёт                               | Fly-By-Night                              | Грубе, маленький бандит                                               |
| 1942       | ф   | Девушка с Аляски                           | The Girl from Alaska                      | Жеру                                                                  |
| 1942       | ф   | Король Конной полиции                      | King of the Mounties                      | граф Барони                                                           |
| 1942       | ф   | Питтсбург                                  | Pittsburgh                                | Барни                                                                 |
| 1942       | ф   | Древесина!                                 | Timber!                                   | Жюль Фабиан                                                           |
| 1942       | ф   | Приключения Мартина Идена                  | The Adventures of Martin Eden             | доктор (в титрах не указан)                                           |
| 1942       | ф   | Американская империя                       | American Empire                           | адвокат (в титрах не указан)                                          |
| 1942       | ф   | Летающие тигры                             | Flying Tigers                             | миссионер (в титрах не указан)                                        |
| 1942       | ф   | Для меня и моей девочки                    | For Me and My Gal                         | Ник (в титрах не указан)                                              |
| 1942       | ф   | Тюремный блюз                              | Jail House Blues                          | охранник (в титрах не указан)                                         |
| 1942       | ф   | У леди есть планы                          | The Lady Has Plans                        | португальский портье (в титрах не указан)                             |
| 1942       | ф   | Пожнешь бурю                               | Reap the Wild Wind                        | мужчина в подтяжках (в титрах не указан)                              |
| 1942       | ф   | Дорога в Марокко                           | Road to Morocco                           | торговец колбасой (в титрах не указан)                                |
| 1942       | ф   | На судне                                   | Ship Ahoy                                 | Феликс, подручный (в титрах не указан)                                |
| 1943       | ф   | Дон Уислоу из Береговой охраны             | Don Winslow of the Coast Guard            | Скорпион                                                              |
| 1943       | ф   | Ритм островов                              | Rhythm of the Islands                     | вождь Натаро                                                          |
| 1943       | ф   | Торнадо                                    | Tornado                                   | Большой Джо Влочек                                                    |
| 1943       | ф   | Песня пустыни                              | The Desert Song                           | Бенуа                                                                 |
| 1943       | ф   | Истоки опасности                           | Background to Danger                      | Койлан (в титрах не указан)                                           |
| 1943       | ф   | Четники!                                   | Chetniks                                  | итальянский майор (в титрах не указан)                                |
| 1943       | ф   | Хрустальный шар                            | The Crystal Ball                          | Стуков (в титрах не указан)                                           |
| 1943       | ф   | Танцующие мастера                          | The Dancing Masters                       | Сильвио, главарь (в титрах не указан)                                 |
| 1943       | ф   | Тарзан и тайна пустыни                     | Tarzan's Desert Mystery                   | тюремный охранник (в титрах не указан)                                |
| 1943       | ф   | Падший воробей                             | The Fallen Sparrow                        | Джейк (в титрах не указан)                                            |
| 1943       | ф   | Песня Бернадетт                            | The Song of Bernadette                    | Мезонгросс (в титрах не указан)                                       |
| 1943       | ф   | Верный жизни                               | True to Life                              | Капополис (в титрах не указан)                                        |
| 1943       | ф   | Трудный путь                               | The Hard Way                              | Макс Уэйд (в титрах не указан)                                        |
| 1944       | ф   | Сокол в Мексике                            | The Falcon in Mexico                      | Мануэль Ромаро                                                        |
| 1944       | ф   | Кисмет                                     | Kismet                                    | капитан полиции (в титрах не указан)                                  |
| 1944       | ф   | Музыка для миллионов                       | Music for Millions                        | Вилли, бармен (в титрах не указан)                                    |
| 1944       | ф   | Сияй, урожайная луна                       | Shine on Harvest Moon                     | Ромеро (в титрах не указан)                                           |
| 1944       | ф   | Тампико                                    | Tampico                                   | командующий ВМФ (в титрах не указан)                                  |
| 1945       | ф   | По тропе навахо                            | Along the Navajo Trail                    | Джанза                                                                |
| 1945       | ф   | Дорога в Утопию                            | Road to Utopia                            | Макгарк                                                               |
| 1945       | ф   | Саломея, которую она танцевала             | Salome Where She Danced                   | Панатела                                                              |
| 1945       | ф   | Охотники за сенсациями                     | Sensation Hunters                         | Лью Дэвич                                                             |
| 1945       | ф   | Южанин                                     | The Southerner                            | бармен                                                                |
| 1945       | ф   | Тысяча и одна ночь                         | A Thousand and One Nights                 | Кахим                                                                 |
| 1945       | ф   | Загнанный в угол                           | Cornered                                  | полицейский чиновник (в титрах не указан)                             |
| 1945       | ф   | Медаль за Бенни                            | A Medal for Benny                         | Фрэнк Алвизо (в титрах не указан)                                     |
| 1945       | ф   | Ноб Хилл                                   | Nob Hill                                  | Луиди, владелец бара (в титрах не указан)                             |
| 1946       | ф   | Территория негодяя                         | Badman's Territory                        | Сэм Бэсс                                                              |
| 1946       | ф   | Страх                                      | Fear                                      | детектив Шефер                                                        |
| 1946       | ф   | Юмореска                                   | Humoresque                                | дирижёр оркестра                                                      |
| 1946       | ф   | Последняя кривая миля                      | The Last Crooked Mile                     | Феррара                                                               |
| 1946       | ф   | Саспенс                                    | Suspense                                  | мужчина с блондинкой (в титрах не указан)                             |
| 1946       | ф   | Позаботьтесь о невесте                     | The Well-Groomed Bride                    | Фернандес (в титрах не указан)                                        |
| 1947       | ф   | Карнавал в Коста-Рике                      | Carnival in Costa Rica                    | падре Рафаэль                                                         |
| 1947       | ф   | Вероятная история                          | A Likely Story                            | Тайни                                                                 |
| 1947       | ф   | Одинокий волк в Мексике                    | The Lone Wolf in Mexico                   | капитан полиции Карлос Родригес                                       |
| 1947       | ф   | Шомпол                                     | Ramrod                                    | Кёрли                                                                 |
| 1947       | ф   | Дорога в Рио                               | Road to Rio                               | Кардозо                                                               |
| 1947       | ф   | Робин Гуд в Монтерее                       | Robin Hood of Monterey                    | алкальд                                                               |
| 1947       | ф   | Застрелить                                 | Shoot to Kill                             | Гас Миллер                                                            |
| 1947       | ф   | Неприятности с женщинами                   | The Trouble with Women                    | Тони, официант (в титрах не указан)                                   |
| 1948       | ф   | Приключения Казановы                       | Adventures of Casanova                    | префект полиции                                                       |
| 1948       | ф   | Аллея ангелов                              | Angels' Alley                             | Тони «Пегги» Локарно                                                  |
| 1948       | ф   | Жанна Д'Арк                                | Joan of Arc                               | Анри ле Ройе, муж Кэтрин                                              |
| 1948       | ф   | Мистер Блэндингз строит дом своей мечты    | Mr. Blandings Builds His Dream House      | Джо Аполлонио                                                         |
| 1948       | ф   | Мистер Отчаянный                           | Mr. Reckless                              | Гас                                                                   |
| 1948       | ф   | Бледнолицый                                | The Paleface                              | пациент №2                                                            |
| 1948       | ф   | Цыганский праздник                         | Gypsy Holiday                             | Джо                                                                   |
| 1949       | ф   | Псевдоним Ник Бил                          | Alias Nick Beal                           | Карл                                                                  |
| 1949       | ф   | Невеста мести                              | Bride of Vengeance                        | мэр                                                                   |
| 1949       | ф   | Следуй за мной тихо                        | Follow Me Quietly                         | Бенни                                                                 |
| 1949       | ф   | Могучий Джо Янг                            | Mighty Joe Young                          | Браун                                                                 |
| 1949       | ф   | Ревизор                                    | The Inspector General                     | Грегор (в титрах не указан)                                           |
| 1949       | ф   | Верёвка из песка                           | Rope of Sand                              | капитан корабля (в титрах не указан)                                  |
| 1950       | ф   | Виновен в измене                           | Guilty of Treason                         | вице-премьер Венгрии Матиас Ракоши                                    |
| 1950       | ф   | Трубач                                     | Young Man with a Horn                     | Луис Гальба                                                           |
| 1950       | ф   | Ястреб пустыни                             | The Desert Hawk                           | Абдул (в титрах не указан)                                            |
| 1950       | ф   | Удачи капитана Блада                       | Fortunes of Captain Blood                 | капитан испанского корабля (в титрах не указан)                       |
| 1950       | ф   | Я был магазинным воришкой                  | I Was a Shoplifter                        | детектив (в титрах не указан)                                         |
| 1950       | с   | Дик Трейси                                 | Dick Tracy                                | (2 эпизода)                                                           |
| 1950—1954  | с   | Одинокий рейнджер                          | The Lone Ranger                           | разные роли (2 эпизода)                                               |
| 1951       | ф   | Двойной динамит                            | Double Dynamite                           | »Горячая лошадь» Харрис, букмекер                                     |
| 1951       | ф   | Пламя Стамбула                             | Flame of Stamboul                         | Джо Октавиан                                                          |
| 1951       | ф   | Великий Карузо                             | The Great Caruso                          | Эджисто Барретто                                                      |
| 1951       | ф   | Леди расплачивается                        | The Lady Pays Off                         | Мануэль                                                               |
| 1951       | ф   | Миллионер для Кристи                       | A Millionaire for Christy                 | мистер Рапелло                                                        |
| 1951       | ф   | Мой любимый шпион                          | My Favorite Spy                           | начальник пожарной команды                                            |
| 1951       | ф   | На опасной земле                           | On Dangerous Ground                       | Багганиерри (в титрах не указан)                                      |
| 1951       | ф   | Джим Торп, настоящий американец            | Jim Thorpe - All-American                 | Хирам Торп (в титрах не указан)                                       |
| 1951       | с   | Звёзды над Голливудом                      | Stars Over Hollywood                      | (1 эпизод)                                                            |
| 1951—1957  | с   | Семейный театр                             | Family Theatre                            | разные роли (2 эпизода)                                               |
| 1952       | ф   | Потрясающая синьорита                      | The Fabulous Senorita                     | Хосе Родригес                                                         |
| 1952       | ф   | Южный тихоокеанский маршрут                | South Pacific Trail                       | Карлос Альварес                                                       |
| 1952       | ф   | Пять пальцев                               | 5 Fingers                                 | турецкий посол (в титрах не указан)                                   |
| 1952       | ф   | Апрель в Париже                            | April in Paris                            | капитан корабля (в титрах не указан)                                  |
| 1952       | ф   | Дипкурьер                                  | Diplomatic Courier                        | кондуктор в поезде (в титрах не указан)                               |
| 1952       | ф   | Мара Мару                                  | Mara Maru                                 | капитан Ван Хотен (в титрах не указан)                                |
| 1952       | ф   | Телефонный звонок от незнакомца            | Phone Call from a Stranger                | метрдотель (в титрах не указан)                                       |
| 1952       | ф   | Вива, Сапата!                              | Viva Zapata!                              | новый генерал (в титрах не указан)                                    |
| 1952       | ф   | С песней в моём сердце                     | With a Song in My Heart                   | лиссабонский хирург (в титрах не указан)                              |
| 1952       | с   | Небесный король                            | Sky King                                  | Генрих Малер (1 эпизод)                                               |
| 1952       | с   | Неожиданное                                | The Unexpected                            | Гарри (1 эпизод)                                                      |
| 1952       | с   | Живая Библия                               | The Living Bible                          | разные роли (2 эпизода)                                               |
| 1952—1953  | с   | Чайна Смит                                 | China Smith                               | разные роли (4 эпизода)                                               |
| 1953       | ф   | Бандиты Корсики                            | The Bandits of Corsica                    | Лоренцо                                                               |
| 1953       | ф   | Суд — это я                                | I, the Jury                               | Мануэль                                                               |
| 1953       | ф   | Обезьяна-убийца                            | Killer Ape                                | Эндрюс                                                                |
| 1953       | ф   | Пленники Касбы                             | Prisoners of the Casbah                   | Маруф                                                                 |
| 1953       | ф   | Назовите меня мадам                        | Call Me Madam                             | Микколи (в титрах не указан)                                          |
| 1953       | ф   | Доля секунды                               | Split Second                              | Пит (в титрах не указан)                                              |
| 1953       | с   | Мой герой                                  | My Hero                                   | сеньор Фернандес (1 эпизод)                                           |
| 1953       | с   | Закон – это я                              | I'm the Law                               | Фред Шульц (1 эпизод)                                                 |
| 1953—1954  | с   | Шоу Джорджа Бернса и Грейси Аллен          | The George Burns and Gracie Allen Show    | разные роли (2 эпизода)                                               |
| 1953—1955  | с   | Театр четырёх звёзд                        | Four Star Playhouse                       | разные роли (5 эпизодов)                                              |
| 1954       | ф   | Великая ночь Казановы                      | Casanova's Big Night                      | Гноччи                                                                |
| 1954       | ф   | Тварь из Чёрной Лагуны                     | Creature from the Black Lagoon            | капитан Лукас                                                         |
| 1954       | ф   | Десперадо                                  | The Desperado                             | капитан Джейк Торнтон                                                 |
| 1954       | ф   | Четверо у границы                          | Four Guns to the Border                   | Гризи                                                                 |
| 1954       | ф   | Хиваро                                     | Jivaro                                    | Жак                                                                   |
| 1954       | ф   | Громовой проход                            | Thunder Pass                              | Дэниель Слотер                                                        |
| 1954       | тф  | Моби Дик                                   | Moby Dick                                 | капитан Пелег                                                         |
| 1954       | с   | Опасное задание                            | Dangerous Assignment                      | разные роли (4 эпизода)                                               |
| 1954       | с   | Топпер                                     | Topper                                    | мэр Брэй (1 эпизод)                                                   |
| 1954       | с   | Час комедии от «Колгейт»                   | The Colgate Comedy Hour                   | разные роли (2 эпизода)                                               |
| 1954       | с   | Видео-театр от «Люкс»                      | Lux Video Theatre                         | Алвизо (1 эпизод)                                                     |
| 1954       | с   | Рокки Джонс, космический рейнджер          | Rocky Jones, Space Ranger                 | профессор Кардос (2 эпизода)                                          |
| 1954       | с   | Порт                                       | Waterfront                                | разные роли (2 эпизода)                                               |
| 1954       | с   | Новые приключения Чайны Смита              | The New Adventures of China Smith         | разные роли (5 эпизодов)                                              |
| 1954       | с   | Приключения Сокола                         | Adventures of the Falcon                  | доктор Рапо (1 эпизод)                                                |
| 1954       | с   | Знакомьтесь с мистером Макнатли            | Meet Mr. McNutley                         | (1 эпизод)                                                            |
| 1954       | с   | Агенты казначейства в действии             | Treasury Men in Action                    | Джил Хенри (1 эпизод)                                                 |
| 1954—1955  | с   | Шоу Доналда О’Коннора                      | The Donald O'Connor Show                  | разные роли (2 эпизода)                                               |
| 1954—1955  | с   | Паспорт опасности                          | Passport to Danger                        | разные роли (2 эпизода)                                               |
| 1954—1955  | с   | Общественный защитник                      | Public Defender                           | разные роли (2 эпизода)                                               |
| 1954—1956  | с   | Кульминация                                | Climax!                                   | разные роли (4 эпизода)                                               |
| 1954—1956  | с   | Кавалькада Америки                         | Cavalcade of America                      | сеньор Альварес (1 эпизод)                                            |
| 1954—1966  | с   | Шоу Рэда Скелтона                          | The Red Skelton Show                      | разные роли (3 эпизода)                                               |
| 1955       | ф   | Всё, что дозволено небесами                | All That Heaven Allows                    | Мануэль                                                               |
| 1955       | ф   | Ад в заливе Фриско                         | Hell on Frisco Bay                        | Луис Фиачетти                                                         |
| 1955       | ф   | Секреты Нью-Йорка                          | New York Confidential                     | Мартинелли                                                            |
| 1955       | ф   | Месть Твари                                | Revenge of the Creature                   | капитан Лукас                                                         |
| 1955       | ф   | Тарантул                                   | Tarantula                                 | шериф Джек Эндрюс                                                     |
| 1955       | с   | Театр комедии Эдди Кантора                 | The Eddie Cantor Comedy Theater           | Сэндерс (1 эпизод)                                                    |
| 1955       | с   | Сцена 7                                    | Stage 7                                   | Макс Закари (1 эпизод)                                                |
| 1955       | с   | Шоу Джина Отри                             | The Gene Autry Show                       | дядя Луис Корелли (1 эпизод)                                          |
| 1955       | с   | Театр Дэймона Раниона                      | Damon Runyon Theater                      | (1 эпизод)                                                            |
| 1955—1957  | с   | Приключения Рин Тин Тина                   | The Adventures of Rin Tin Tin             | разные роли (2 эпизода)                                               |
| 1956       | ф   | Команчи                                    | Comanche                                  | Паффер                                                                |
| 1956       | ф   | Подземное население                        | The Mole People                           | профессор Этьен Ляфарж                                                |
| 1956       | ф   | Проехать по магистрали                     | Ride the High Iron                        | начальник депо                                                        |
| 1956       | ф   | Бурная вечеринка                           | The Wild Party                            | Брэнсон                                                               |
| 1956       | ф   | Корпорация скандалов                       | Scandal Incorporated                      | Леланд Миллер                                                         |
| 1956       | ф   | Первый техасец                             | The First Texan                           | священник (в титрах не указан)                                        |
| 1956       | с   | Декабрьская невеста                        | December Bride                            | (1 эпизод)                                                            |
| 1956       | с   | Миллионер                                  | The Millionaire                           | разные роли (2 эпизода)                                               |
| 1956       | с   | Шина, королева джунглей                    | Sheena: Queen of the Jungle               | Креншоу (1 эпизод)                                                    |
| 1956       | с   | Перекрёсток                                | Crossroads                                | Асунсанато (1 эпизод)                                                 |
| 1956       | с   | Конфликт                                   | Conflict                                  | Панчо (1 эпизод)                                                      |
| 1956       | с   | Зал звёзд «Шеврон»                         | Chevron Hall of Stars                     | Томар (1 эпизод)                                                      |
| 1956       | с   | Граф Монте-Кристо                          | The Count of Monte Cristo                 | Луи (1 эпизод)                                                        |
| 1956       | с   | Приключения Джима Боуи                     | The Adventures of Jim Bowie               | капитан Поль Бушар (1 эпизод)                                         |
| 1956       | с   | Боевой сержант                             | Combat Sergeant                           | (1 эпизод)                                                            |
| 1956       | с   | Борец за правду                            | Crusader                                  | шеф сицилийской полиции (1 эпизод)                                    |
| 1956—1957  | с   | Театр звезд от «Шлитц»                     | Schlitz Playhouse of Stars                | Берт Кассен (2 эпизода)                                               |
| 1956—1957  | с   | Телевизионный театр «Форда»                | The Ford Television Theatre               | разные роли (2 эпизода)                                               |
| 1956—1957  | с   | Телефонное время                           | Telephone Time                            | разные роли (2 эпизода)                                               |
| 1956—1958  | с   | Студия 57                                  | Studio 57                                 | разные роли (3 эпизода)                                               |
| 1956—1962  | с   | Шайенн                                     | Cheyenne                                  | разные роли (3 эпизода)                                               |
| 1957       | ф   | Стрелки Юбочного форта                     | The Guns of Fort Petticoat                | Тортилла                                                              |
| 1957       | ф   | Гёрлз                                      | Les Girls                                 | испанский крестьянин (в титрах не указан)                             |
| 1957       | ф   | Десять тысяч спален                        | Ten Thousand Bedrooms                     | Альфредо, ювелир (в титрах не указан)                                 |
| 1957       | с   | Вертолёты                                  | Whirlybirds                               | Эд Фентон (1 эпизод)                                                  |
| 1957       | с   | Истории бенгальских уланов                 | Tales of the 77th Bengal Lancers          | Ананд (1 эпизод)                                                      |
| 1957       | с   | Эй, Джинни!                                | Hey, Jeannie!                             | Дино (1 эпизод)                                                       |
| 1957       | с   | Час комедии Люси-Деси                      | The Lucy-Desi Comedy Hour                 | тюремщик (1 эпизод)                                                   |
| 1957       | с   | В суде                                     | On Trial                                  | Бруно (1 эпизод)                                                      |
| 1957       | с   | Шугарфут                                   | Sugarfoot                                 | сеньор Контрерас (1 эпизод)                                           |
| 1957       | с   | Территория Тумстон                         | Tombstone Territory                       | судья (1 эпизод)                                                      |
| 1957—1958  | с   | Истории Уэллс-Фарго                        | Tales of Wells Fargo                      | разные роли (2 эпизода)                                               |
| 1957—1958  | с   | Сломанная стрела                           | Broken Arrow                              | разные роли (3 эпизода)                                               |
| 1957—1958  | с   | Театр «Алкоа»                              | Alcoa Theatre                             | разные роли (2 эпизода)                                               |
| 1957—1961  | с   | Зорро                                      | Zorro                                     | Тео Гонзалес (14 эпизодов)                                            |
| 1957—1962  | с   | Лесси                                      | Lassie                                    | разные роли (2 эпизода)                                               |
| 1958       | ф   | Морская могила                             | The Deep Six                              | Паппа Татос                                                           |
| 1958       | ф   | Дело против Бруклина                       | The Case Against Brooklyn                 | Финелли                                                               |
| 1958       | ф   | Леди выбирает лётчика                      | The Lady Takes a Flyer                    | Чилдрет                                                               |
| 1958       | ф   | Пистолет в левой руке                      | The Left Handed Gun                       | Пит Максвелл                                                          |
| 1958       | ф   | Городские изгои                            | Outcasts of the City                      | пастор Скира                                                          |
| 1958       | ф   | Знак Зорро                                 | The Sign of Zorro                         | хозяин гостиницы (хроника, в титрах не указан)                        |
| 1958       | с   | Театр Джейн Уаймен                         | Jane Wyman Presents The Fireside Theatre  | Мигель (1 эпизод)                                                     |
| 1958       | с   | Мэверик                                    | Maverick                                  | Луи (1 эпизод)                                                        |
| 1958       | с   | Беспокойное оружие                         | The Restless Gun                          | Джек Дентон (1 эпизод)                                                |
| 1958       | с   | Дневной спектакль                          | Matinee Theatre                           | Калеб (1 эпизод)                                                      |
| 1958       | с   | Шериф Кошиза                               | The Sheriff of Cochise                    | отец Делакарте (1 эпизод)                                             |
| 1958       | с   | Шоу Энн Сотерн                             | The Ann Sothern Show                      | шеф (1 эпизод)                                                        |
| 1958—1959  | с   | Дни в Долине смерти                        | Death Valley Days                         | разные роли (2 эпизода)                                               |
| 1958—1960  | с   | Театр «Дженерал Электрик»                  | General Electric Theater                  | разные роли (3 эпизода)                                               |
| 1958 —1960 | с   | Шоу Гейл Сторм                             | The Gale Storm Show: Oh! Susanna          | разные роли (2 эпизода)                                               |
| 1958—1961  | с   | Диснейленд                                 | Disneyland                                | разные роли (3 эпизода)                                               |
| 1958—1963  | с   | Караван повозок                            | Wagon Train                               | разные роли (6 эпизодов)                                              |
| 1959       | ф   | Пирс 5, Гавана                             | Pier 5, Havana                            | Лопес                                                                 |
| 1959       | ф   | Облава полиции нравов                      | Vice Raid                                 | Фрэнк Бёрк                                                            |
| 1959       | ф   | Пурпурная Банда                            | Пурпурная Банда                           | Лоренс Орлофски                                                       |
| 1959       | ф   | Псевдоним Джесси Джеймс                    | Alias Jesse James                         | Григсби (в титрах не указан)                                          |
| 1959       | с   | Театр Goodyear                             | Goodyear Theatre                          | Дон Альфредо Феррер (1 эпизод)                                        |
| 1959       | с   | Команда М                                  | M Squad                                   | Метаксас (1 эпизод)                                                   |
| 1959       | с   | За закрытыми дверями                       | Behind Closed Doors                       | Симеон (1 эпизод)                                                     |
| 1959       | с   | Представитель закона                       | Lawman                                    | Джек Горман (1 эпизод)                                                |
| 1959       | с   | Рейдеры Маккензи                           | Mackenzie's Raiders                       | Пабло (1 эпизод)                                                      |
| 1959       | с   | Пограничный патруль                        | Border Patrol                             | Дивани (1 эпизод)                                                     |
| 1959       | с   | Шоу Дэвида Найвена                         | The David Niven Show                      | Антон Пикман (1 эпизод)                                               |
| 1959       | с   | Техасец                                    | The Texan                                 | Хозе Таффола (1 эпизод)                                               |
| 1959       | с   | Театр Десилу «Вестингхаус»                 | Westinghouse Desilu Playhouse             | Мануэль (1 эпизод)                                                    |
| 1959       | с   | Охота на человека                          | Manhunt                                   | Джордж Одмак (1 эпизод)                                               |
| 1959       | с   | Натянутый канат                            | Tightrope                                 | Фрэнк Данди (1 эпизод)                                                |
| 1959       | с   | Ричард Даймонд, частный детектив           | Richard Diamond, Private Detective        | разные роли (2 эпизода)                                               |
| 1959       | с   | Мир гигантов                               | World of Giants                           | (1 эпизод)                                                            |
| 1959—1960  | с   | Маркэм                                     | Markham                                   | разные роли (3 эпизода)                                               |
| 1960       | ф   | Канкан                                     | Can-Can                                   | судебный пристав                                                      |
| 1960       | ф   | Терновый куст                              | The Bramble Bush                          | Пит Мадруга (в титрах не указан)                                      |
| 1960       | с   | Джонни Миднайт                             | Johnny Midnight                           | Торрес (1 эпизод)                                                     |
| 1960       | с   | Уичита-Таун                                | Wichita Town                              | Рико Бунетта (1 эпизод)                                               |
| 1960       | с   | Разыскивается живым или мёртвым            | Wanted: Dead or Alive                     | мексиканский полицейский (1 эпизод, в титрах не указан)               |
| 1960—1964  | с   | Бонанза                                    | Bonanza                                   | разные роли (3 эпизода)                                               |
| 1961       | ф   | Восстание на границе                       | Frontier Uprising                         | Дон Карлос Монталво                                                   |
| 1961       | ф   | Золото семи святых                         | Gold of the Seven Saints                  | подручный Гондора                                                     |
| 1961       | ф   | Атлантида, погибший континент              | Atlantis: The Lost Continent              | Мегалос (в титрах не указан)                                          |
| 1961       | ф   | Нагими мы приходим в этот мир              | Go Naked in the World                     | греческий друг Пита (в титрах не указан)                              |
| 1961       | с   | Перри Мэйсон                               | Perry Mason                               | Нико (1 эпизод)                                                       |
| 1961       | с   | Ларами                                     | Laramie                                   | Чарли (1 эпизод)                                                      |
| 1961       | с   | Морская охота                              | Sea Hunt                                  | Тио Рамон Дельгадо (1 эпизод)                                         |
| 1961       | с   | Гонконг                                    | Hong Kong                                 | Мадера (1 эпизод)                                                     |
| 1961       | с   | Следуй за солнцем                          | Follow the Sun                            | капитан (1 эпизод)                                                    |
| 1961       | с   | Шоу Барбары Стэнвик                        | The Barbara Stanwyck Show                 | Джо (1 эпизод)                                                        |
| 1961       | с   | Письмо к Лоретте                           | Letter to Loretta                         | Виктор Руссо (1 эпизод)                                               |
| 1962       | ф   | Четыре всадника Апокалипсиса               | The Four Horsemen of the Apocalypse       | Мигель                                                                |
| 1962       | ф   | Три балбеса на орбите                      | The Three Stooges in Orbit                | председатель                                                          |
| 1962       | ф   | Дикие люди с Запада                        | The Wild Westerners                       | губернатор Джон Баллард                                               |
| 1962       | ф   | Девочки! Девочки! Девочки!                 | Girls! Girls! Girls!                      | Артур Морган (в титрах не указан)                                     |
| 1962       | с   | Шэннон                                     | Shannon                                   | Барни Маглен (1 эпизод)                                               |
| 1962       | с   | Деннис-мучитель                            | Dennis the Menace                         | Гамали (1 эпизод)                                                     |
| 1962       | с   | Сансет-Стрип, 77                           | 77 Sunset Strip                           | рат Донатон (1 эпизод)                                                |
| 1962       | с   | Сыромятная плеть                           | Rawhide                                   | Хагерти (1 эпизод)                                                    |
| 1962       | с   | Цель: Коррупционеры                        | Target: The Corruptors                    | генерал Мартинес (1 эпизод)                                           |
| 1962       | с   | Идти своим путём                           | Going My Way                              | мистер Осборн (1 эпизод)                                              |
| 1962—1963  | с   | Есть оружие — будут путешествия            | Have Gun - Will Travel                    | разные роли (2 эпизода)                                               |
| 1963       | ф   | Калифорния                                 | California                                | генерал Михельторена                                                  |
| 1963       | ф   | Безумцы из Мандоры                         | The Madmen of Mandoras                    | шеф полиции Аланис                                                    |
| 1963       | с   | Неприкасаемые                              | The Untouchables                          | морской капитан (1 эпизод)                                            |
| 1963       | с   | Шоу Энди Гриффита                          | The Andy Griffith Show                    | Большой Джек Андерсон (1 эпизод)                                      |
| 1963       | с   | Виргинец                                   | The Virginian                             | Чарли Санчес (1 эпизод)                                               |
| 1963       | с   | Правосудие Берка                           | Burke's Law                               | разные роли (2 эпизода)                                               |
| 1963       | с   | Третий человек                             | The Third Man                             | Дос Касос (1 эпизод)                                                  |
| 1964       | ф   | Баллада о стрелке                          | The Ballad of a Gunfighter                | падре                                                                 |
| 1964       | с   | Освободите место для папочки               | Make Room for Daddy                       | дядя Нино (1 эпизод)                                                  |
| 1964       | с   | Деревенщина из Беверли-Хиллз               | The Beverly Hillbillies                   | акционер (1 эпизод)                                                   |
| 1964       | с   | Шоу Люси                                   | The Lucy Show                             | Перкинс (1 эпизод)                                                    |
| 1964       | с   | Семья Фишеров                              | The Fisher Family                         | Броммер (1 эпизод)                                                    |
| 1964       | с   | Шоу Билла Дэны                             | The Bill Dana Show                        | мистер Гомес (1 эпизод)                                               |
| 1964       | с   | Джонни Квест                               | Jonny Quest                               | разные роли (3 эпизода)                                               |
| 1964       | с   | Великое приключение                        | The Great Adventure                       | Блейзер (1 эпизод)                                                    |
| 1964       | с   | Флот Макхэйла                              | McHale's Navy                             | Большой Луи (1 эпизод, в титрах не указан)                            |
| 1965       | с   | Боб Хоуп представляет                      | Bob Hope Presents the Chrysler Theatre    | рыбак (1 эпизод)                                                      |
| 1965       | с   | Дэниэл Бун                                 | Daniel Boone                              | Минерва (1 эпизод)                                                    |
| 1965       | с   | Напряги извилины                           | Get Smart                                 | швейцар (1 эпизод)                                                    |
| 1965       | с   | Дымок из ствола                            | Gunsmoke                                  | бармен (1 эпизод)                                                     |
| 1965       | с   | Отпускной театр                            | Vacation Playhouse                        | (1 эпизод)                                                            |
| 1965       | с   | Моя живая кукла                            | My Living Doll                            | Петроне (1 эпизод)                                                    |
| 1966       | ф   | Джесси Джеймс встречает дочь Франкенштейна | Jesse James Meets Frankenstein's Daughter | хозяин салуна                                                         |
| 1966       | ф   | Давай убьем дядю                           | Let's Kill Uncle                          | стюард                                                                |
| 1966       | кор | Рассвет победы                             | Dawn of Victory                           |                                                                       |
| 1966       | с   | Я — шпион                                  | I Spy                                     | Дель Гадо (1 эпизод)                                                  |
| 1966       | с   | Семейное дело                              | Family Affair                             | Фуад (1 эпизод)                                                       |
| 1966       | с   | Семейка Аддамс                             | The Addams Family                         | капитан Гримби (1 эпизод)                                             |
| 1967       | ф   | Дух желает                                 | The Spirit Is Willing                     | отец Фелисити                                                         |
| 1968       | тф  | Они сохранили мозг Гитлера                 | They Saved Hitler's Brain                 | шеф полиции Аланис                                                    |